# مرکز فرماندهی ارتش امپراتوری ژاپن (تونوواس)
مرکز فرماندهی ارتش امپراتوری ژاپن برای دفاع از آبخوست تونوواس در هنگام جنگ جهانی دوم ساخته شد. هم‌اکنون این آبخوست بخشی از تالاب چوک در ایالات فدرال میکرونزی است. این مرکز فرماندهی به شکل یک پناهگاه زیرزمینی در زیر روستای "رُرُ" ساخته شد که در آن امکاناتی چون دفتر کار، مرکز مخابرات، چاپگر، اتاق خدمات، و درمانگاه فراهم بود. هدف از ساخت این پناهگاه زیرزمینی، دفاع در برابر حمله‌های هوایی نیروهای آمریکایی بود. این کار با همکاری نیروی دریایی امپراتوری ژاپن مستقر در تالاب چوک ممکن می‌شد.
در سال ۱۹۷۶ و همزمان با وارد شدن قلمرو تراست جزایر اقیانوس آرام به فهرست قلمروهای ایالات متحده آمریکا، این پناهگاه به فهرست ثبت ملی اماکن تاریخی ایالات متحده آمریکا افزوده شد.